# Revierbewachung
Als Revierbewachung oder Revierdienst wird im Sicherheitsgewerbe die Tätigkeit eines Revierfahrers bezeichnet, der im Gegensatz zu stationär im Objektschutz eingesetzten Mitarbeitern, mehrere Objekte, Gebäude oder Außenanlagen laut einem festgelegten Revierplan zu überwachen hat.
Entscheidungskriterien für die Wahl dieser Form der Objektbewachung sind vor allem das individuelle Sicherheitsbedürfnis des Auftraggebers und die Kosten. Unternehmen oder Einrichtungen mit einem hohen Sicherheitsbedürfnis werden eher den klassischen Objektschutz mit einem oder mehreren stationär eingesetzten Mitarbeitern wählen (Separatbewachung), während kleinere und mittelständische Unternehmen die Revierbewachung, oft auch in Kombination mit der Bewachung durch eine Alarmzentrale wählen.

## Rechtliche Grundlagen und Voraussetzungen
Grundlage für die Tätigkeit im Sicherheitsgewerbe ist das Jedermannsrecht. Im Rahmen seiner Tätigkeit übt der Sicherheitsmitarbeiter die Rolle des Besitzdieners aus und ist berechtigt, im Namen des Auftraggebers das Hausrecht auszuüben und notfalls auch mit Hilfe des Selbsthilferechts durchzusetzen. Wachleute haben nicht die Befugnisse eines Polizeibeamten oder eines Hilfspolizisten.
Voraussetzung für die Tätigkeit im Sicherheitsdienst ist die Erteilung einer Bewachungserlaubnis durch die zuständige Behörde, die bei Vorliegen der Voraussetzungen wie Zuverlässigkeit, einwandfreier Leumund, Nachweis der Teilnahme an der Unterweisung gemäß §34a Gewerbeordnung bzw. Nachweis über die bestandene Sachkundeprüfung gemäß §34a Gewerbeordnung erteilt wird. Für die Tätigkeit im Revierdienst sind insbesondere das Vorhandensein eines Führerscheins, mehrjährige Fahrpraxis und ein hohes Maß an Verantwortungsbewusstsein von Bedeutung.

## Aufgaben
Primäre Aufgabe des Revierfahrers ist die Bestreifung des Objekts, Verschluss und Aufschluss, die Feststellung und Weitergabe von Störungen an die zuständige Leitstelle oder, falls dies möglich ist, die Beseitigung der Störung vor Ort, sofern dadurch keine Gefährdung an Leib und Leben entsteht. Häufig beinhaltet der Überwachungsauftrag auch die Überwachung von technischen Anlagen und Maschinen wie Brandschutzmeldern, Gebäudeleittechnik und Löschanlagen von Rechenzentren.

## Ausrüstung
Revierfahrern steht meist ein Dienstfahrzeug zur Verfügung. Zur Überwachung des Wächters wird häufig ein Wächterkontrollsystem eingesetzt, bei dem mit Hilfe eines Datenerfassungsgerät (Scanner) ein Kontrollpunkt oder -streifen eingescannt und so nachträglich die tatsächliche Anwesenheit an diesem Ort festgestellt werden kann. Der Einsatz von Diensthunden ist ebenfalls möglich, wird aber nur bei speziellen Aufträgen wie Überwachung von militärischen Anlagen (sofern dort zivile Sicherheitsdienste zum Einsatz kommen), Atomkraftwerken, anderen Anlagen zur Energieerzeugung- und Verteilung und anderen Betrieben mit hohem Sicherheitsbedürfnis eingesetzt.